# Gora Sejsmologov
Gora Sejsmologov är ett berg i Antarktis. Det ligger i Östantarktis. Norge gör anspråk på området. Toppen på Gora Sejsmologov är 2 389 meter över havet.
Terrängen runt Gora Sejsmologov är platt åt sydväst, men åt nordost är den kuperad.  Trakten är obefolkad. Det finns inga samhällen i närheten.